# حیدرعلی‌خان برومندگزی
حیدرعلی خان برومند گزی (۱۲۸۸ گز - ۱۳۷۵ اصفهان) حکیم، فقیه، رجل سیاسی و مدفون در آرامگاه امام‌زاده ابوالعباس خوراسگان.

## زندگی‌نامه

### سلسله نسب و سوابق خانوادگی
پدرش حاج عبد الغفّار، پدربزرگش حاج محمدحسین و پدرپدربزرگش حاج علی‌اکبر گزی از اعیان نامی خطه اصفهان بودند. با سوابق خدمات سپاهی، ضمن ادارهٔ املاکِ کشاورزی شخصی در روستاهای اصفهان به مبادلاتِ بازرگانی و امور تجاری در شهر می‌پرداختند.
 مادرش نبات‌بیگم بانویی نیکوکار بود. مقارن قحطی مرگباری که در اواخر عهد قاجاریه رخ داد؛ بر خلاف برخی از همگنان، دَرِ انبارهای غلات املاک خانوادگی‌اش را به روی مستمندان گشود و به پخش گندم و تقسیم آرد رایگان بین قحطی‌زدگان پرداخت و به برپا داشتن نانوایی‌های سیارِ مجانی اقدام کرد.
سلسلهٔ نسب مادرش به امیراصلان‌خان داغستانی می‌رسد که در زمان شاه عباس به موجب حکم حکومتی به نقل مکان از داغستان و سکونت اجباری در روستای گز واقع در سه فرسخی اصفهان مجبور شد. پدرِ مادرش سرتیپ محمدرضاخان گزی از نتیجگان امیراصلان‌خان و از نوادگان حاج احمدخان گزی بود. حاج احمدخان گزی و برادرش حاج یوسف‌خان گزی فرزندان حاج سلیم‌خان بن حاج عمیدآقاخان بن امیراصلان خان داغستانی بودند.
حاج احمدخان گزی و برادرش حاج یوسف‌خان گزی به واسطه جانِبداری و داشتن پیوندهای خانوادگی با شاهزادگان زندیه در وقایع جانشینی بازماندگان کریم‌خان زند به حمایت زندیه قدبرافراشتند. در وقایع درگیری با آقا محمد خان قاجار و فتح‌علی شاه شکست یافتند. به دستور پادشاه قاجار از نعمت بینایی محروم شدند و املاک و اموالشان به تملک خالصه دولتی درآمد.
پدر نبات‌بیگم سرتیپ محمدرضاخان گزی نیز مردی مبارز و رزم آور بود. با سابقه جنگ‌آوری در جنگ بوشهر و ابراز رشادت در مقابله با قوای انگلیس حین وقایع اسف‌بار تجزیه و جدایی افغانستان به دریافت نشان تمثال همایون از ناصرالدین‌شاه قاجار و احراز فرماندهی فوج جلالی اصفهان نایل آمد.
به واسطه دوستی و معاشرت با میرزا علی‌اصغرخان امین‌السلطان اتابک اعظم به ریاست گمرکات جنوب منصوب شد. به تبع روحیهٔ قدرت‌ستیز فردی همواره از رفتار شاهزاده مسعود میرزا ظل‌السلطان شاکی بود.
سید حسن مدرس که با وی آشنایی نزدیک داشت همواره از او به نیکی یاد می‌کرد. روحیه عدالت‌خواه و قدرت‌ستیز او را که با ظل‌السلطان سر سازگاری نداشت، می‌ستود. شاهزاده مسعودمیرزا نیز در تاریخ مسعودی از خصومت او با خود گلایه می‌کند.

### کودکی
بیش از سه بهار از تولّد حیدرعلی‌خان سپری نشده بود که پدرش درگذشت. پس از مرگ پدر، عمویش حاج محمدعلی‌خان به واسطه آنکه فرزندی نداشت متقبّل امور تربیتی و تحصیلی او شد. به اتفاق همسرش حاجیه‌بانو، وی را در حجر تربیت خویش قرار داد. به تبع تأثیرات بارز تربیتی حاجیه‌بانو، ذوق و شوق تحصیل علوم دینی در حیدرعلی‌خان ظاهر شد. به این ترتیب آشنایی او با خواندن و نوشتن و فراگرفتن مبانی دینی و مبادی اسلامی از کانون خانوادگی آغاز گشت. نخستین آموزگارش حاجیه‌بانو، همسر عمویش بود که با سابقهٔ تحصیلات مذهبی، از دانستنی‌های اسلامی و دانش قرآنی آگاهی وافی داشت. تربیت بازمانده‌ای صالح را بهترین نوع باقیات و صالحات راقیه می‌دانست. از آنجا که خود فرزندی نداشت همواره با کوششی پی‌گیر و مهر و محبتی بی‌شایبه در پی آن بود که با تابیدن نور هدایت در دل کودک خردسالی که در دامان پر عطوفت خود می‌پرورد، موجبات علاقه‌مندی او را به تحصیل علوم اسلامی فراهم آورد و بر خلاف سنت خانوادگی به جای تحصیل در مدارس عرفی راهی حوزه علمیه اسلامی کند. تا عاقبت به حصول مقصود نایل آمد.
حیدرعلی خان نخست در مکتب ملامهدی بکایی‌گزی به فراگرفتن مقدّمات مشغول شد. سپس برای تحصیل به اصفهان رفت و در مدرسه قدسیه ادامهٔ تحصیل داد.
مدرسهٔ قدسیه در آن زمان توسّط آقا میرزا عبدالحسین قدسی معروف به خوش‌نویس اداره می‌شد.
حیدرعلی‌خان حساب و هندسه و برخی از دروس کلاسی را نزد آقامیرزا عبدالحسین آموخت و کتاب‌های مقدمّات عربی را مانند کتاب شَرح تصریف و انموزج و صمدیه و سیوطی و شَرح نظام را نزد آقامیرزاحسن قدسی فرا گرفت. هم‌زمان به آموختن کتاب سیوطی نزد آخوند ملامحمدعلی حبیب‌آبادی معروف به عالم حبیب‌آبادی سرگرم تعلّم شد.
حیدرعلی‌خان پس از فراغت از فراگیری کتاب‌های یادشده، هم‌زمان عازم درس‌آموزی در دو مدرسهٔ حوزوی شد. یکی مدرسهٔ صدر اصفهان واقع در بازار قیصریه اصفهان که در آنجا نزد آقاشیخ‌علی مدرس‌یزدی که عالمی بود، عابد و شب زنده‌دار کتاب‌های مغنی و مطوّل و شرح‌لمعه را خواند. دو دیگر مدرسه نیم‌آورد که نزد حاج‌ملاحسن دولت‌آبادی نخست کتاب معالم و قوانین را تحصیل کرد. سپس به پژوهش و بررسی روی کتاب تقریرات شیخ‌مرتضی انصاری پرداخت که در مباحث الفاظ نگارش یافته است. چون دولت‌آبادی از شاگردان محمدتقی مدرس بود و اخیرالذکر از شاگردان شیخ‌هادی تهرانی به‌شمار می‌آمد و از نظریات شیخ‌هادی تهرانی مع‌الواسطه آگاهی داشت، حیدرعلی‌خان در محضر دولت‌آبادی با آراءِ و اندیشه‌های شیخ‌هادی آشنا شد. برخی از کتب شیخ‌هادی را نزد حاج‌ملاحسن دولت‌آبادی فراگرفت که پیرو آرای شیخ‌هادی بود. چند سال نیز نزد آقا سیدمهدی درچه‌ای که از علمای متقی و پرهیزکار زمانه بود، اوقات را مصروف خواندن کتاب قوانین و متاجر ساخت.
هم چنین نزد آقا سیدمرتضی خراسانی نیز که در زهد و تقوی کم‌نظیر بود و از شاگردان زبدهٔ ملاعلی نهاوندی به‌شمار می‌رفت، مشغول به خواندن کتاب تشریح الاصول شد که از مصنفات آخوند ملاعلی نهاوندی است.
کتاب کفایة الاصول آخوند ملا محمدکاظم خراسانی و کتاب متاجر شیخ مرتضی انصاری را نیز نزد آقا سیدمحمّد نجف‌آبادی فراگرفت وی از شاگردان آخوند ملامحمدکاظم خراسانی بود. در تدریس کفایه و بیان مطالب آن مهارت و گویایی کم‌نظیر داشت.

### نوجوانی
عاقبت حیدرعلی‌خان پس از اتمام فراگیری کتب سطح در حالیکه بیش از شانزده سال نداشت به درک درس خارج حاج سیدعلی نجف‌آبادی توفیق یافت.
حاج سیدعلی نجف‌آبادی از اجلهٔ حکمای مشایی بود. علّو مقام علمی و جلالت قدر او به حدی بود که شیخ محمّدباقر زندکرمانی دربارهٔ او چنین گفته: «بدون هیچ مبالغه‌ای بالاستحقاق باید او را علّامه خواند. در کلام و حکمت مشایی کمال مهارت داشت. به‌طوری‌که بر اهل خبره مکشوف است چون حکیم متأله بود. متکلم زبردست متین‌الکلامی به‌شمار می‌رفت و از این رو باید گفت در ردیف بزرگان متالهین و متکلمین از قبیل مفیدها – علامه‌ها – فیض‌ها محسوب بود. در فقه و اصول به غایة القصوای کمال بود».
و آقا شیخ‌حیدرعلی محقق دربارهٔ آن بزرگوار اظهار داشته: «دربارهٔ ایشان شبههٔ اعلمیت بود. بسیاری از فضلای اصفهان در درس ایشان شرکت می‌کردند».
حیدرعلی‌خان برومند که در مجلس درس خارج حاج سیدعلی نجف‌آبادی شرکت می‌جست، دربارهٔ آن حکیم جلیل‌القدر در مقدمهٔ کتاب طریق الرُّشاد چنین نوشته: «مدتی در درس خارج حاج سیدعلی نجف‌آبادی حاضر می‌گشتم و مستفید می‌شدم. از محضر این استاد بزرگوار بسیار کسب فیض کردم و تا زمانی‌که حیات داشت، از برکات وجود او بهره‌مند می‌گشتم و از مطالب عالیه که نتیجهٔ افکار بلند آن بود برخوردار می‌گشتم. به این جانب لطف و عنایت خاص داشت و در تعلیم اینجانب سعی بلیغ می‌فرمود. الحق بحری بود بی‌پایان و گنجی بود زخار و دارای سعهٔ صدر و فهم و ذکاءِ بسیار بوده، کمتر کسی در مراتب علم و دانش با او برابری می‌کرد. از مطالب معقول و فلسفه آگاهی داشت. از این روی بعضی از کتب فلسفه را نیز نزد ایشان می‌خواندم»
به غیر از درک درس خارج سیدعلی نجف‌آبادی، حیدرعلی‌خان برومند از مجالس درس شیخ محمدرضا نجفی‌غروی، از محضر آقا سیدمحمّدصادق یزدآبادی و دروس فلسفهٔ حکیمِ صمدانی آقا شیخ‌محمّدحکیم خراسانی بهره جسته است. چنان‌که خود در این باره چنین فرموده: «مقارن این اوقات در محضر درس شیخ محمّدرضا نجفی‌غروی حاضر می‌گشتم و از آن استاد نیز کسب فیض می‌کردم و چند سالی نیز در محضر افادت اثر سیدمحمدصادق یزدآبادی‌اصفهانی حاضر می‌گشتم و از افکار عالیهٔ ایشان بهره‌مند می‌گشتم. آن استاد بزرگوار عالمی بود کم‌نظیر دراصول فقه و فقهِ کسی با او هم تراز نبود. دارای دقت کامل و نظر صائب بود. در تحقیق مطالب عالیه بسیار توانا بود. اینجانب تا آن حیات داشت دست از دامانش نکشیدم و در صف نعال شاگردان او بودم و مدت زمانی هم بعضی از کتب فلسفه را نزد آقا شیخ‌محمدحکیم خراسانی می‌خواندم. وی حکیمی بود منزوی و وارسته در مدرسهٔ صدر سکونت داشت و در کمال قناعت و علوّ طبع زندگی می‌کرد».

### تدریس
حیدرعلی‌خان برومند پس از درگذشت استادانش، به قصد بازدهی علمی در مدرسه صدر بازار اصفهان و مدرسه سلطانی معروف به مدرسه چهارباغ به تعلیم متعلّمان علوم عقلی کمربست. علاوه بر تعلیمات مَدرسی و تدریس دروس حوزوی در بدو تأسیس دانشکده ادبیات اصفهان، مصدر خدمت آموزشی به دانش‌جویانِ رشته فلسفه شد. پس از انقلاب نیز در انجمن حکمت و فلسفهٔ اسلامی به تدریس حکمت و فلسفه پرداخت.

### فعالیت‌های اجتماعی و عمرانی
وی پا به پای تحصیل و تدریس و پژوهش، از فعالیت‌های اجتماعی و مداخله در امور سیاسی بازنماند. در سال ۱۳۳۲ به نمایندگی اصفهان در مجلس شورای ملّی انتخاب شد (دوره هجدهم). به عمران و آبادی مزارع و روستاها پرداخت. مزارع مخروبه و متروکهٔ جعفرآباد و یاقوت‌آباد و خیرآباد و قلعه سنگی را که در دل کویری بی‌آب و علف و لم‌یزرع قرار داشت به روستاهایی آبادان بدل کرد. با گشودنِ ابوابِ کار و تحصیلِ نعمت، مصدرِ رفاه فردی و گشایش و خدمت جمعی گردید.

### خدمات فرهنگی و خیرخواهانه
او در عین آنکه از تظاهر به عمل خیرانه دوری می‌جست، از توجّه و دست‌گیری مستمندان ناتوان غافل نبود. به طلاب با استعداد و تنگ‌دست و آبرودار علوم عقلی از عین‌المال خویش شهریه می‌پرداخت.
به تأسیس مراکز آموزشی و فرهنگی راغب بود. چنان‌که در سال ۱۳۵۰ خورشیدی هزینهٔ تأسیس سی دبستان ابتدایی را در روستاهای دورافتادهٔ فاقد آموزشگاه بر عهده گرفت.
پس از انقلاب نیز یکی از دو باب منزل مسکونی موروثی از عمویش را که در گزبُرخوار واقع بود به صورت رایگان به اداره بیمه‌های اجتماعی واگذار کرد و یک باب منزل دیگر را به نوادهٔ خود دکتر امیرهمایون برومند صلح کرد. وی که در رشته اقتصاد و مدیریت تحصیل کرده و در حال حاضر در مراکز دانشگاهی فرانسه سرگرم تدریس و تحقیق است، نیمی از منزل مذکور را که حاوی یک باب ساختمان اعیانی تاریخی است، به ادیب برومند فروخت، تا فرهنگسرایی در آن دایر شود و ترویج مبانی فرهنگی را سبب گردد.
این بنا در حال حاضر علاوه برآنکه محل تشکیل کلاس‌های آموزش حرفه‌ای و بزرگداشت‌های ادبی هنری است، مورد بازدید گردشگران و دوستداران جاذبه‌های گردش‌گری می‌باشد.

### آثار
از حیدرعلی خان برومند به جز پاره‌ای تقریرات مَدرسی که به صورت پراکنده تنی چند از شاگردان وی فراهم ساخته‌اند، کتاب طریق‌الرُّشاد در دست است که در شرح تجریدالاعتقاد خواجه نصیرالدین طوسی و کشف‌المراد علامه حلی است و متأسفانه از آرای فلسفی‌کلامی او اثر مکتوبی در دست نیست. علت بارز این امر نیز این است که درست مقارن ایّامی که پس از سال‌ها تحصیل و تحقیق و مباحثه و هم‌صحبتی با اجلّه اساتید زمان، در صدد نگارش مطالب مورد نظر برآمد، با واقعه ناگوار مرگ ناگهانی فرزند ارشدش دکتر، امیرمنصور برومند مواجه شد.
داغ مرگ فرزندی شایسته، پدر داغ دیده را آن چنان متألم و متأثر ساخت که شیرازهٔ امور از کف داد، از تدوین آثار علمی مورد نظر بازماند.

### مرگ
حیدرعلی خان برومند در سال ۱۳۷۵ در اصفهان درگذشت و در جوار امام‌زاده ابوالعباس خوراسگان به خاک سپرده شد.